# Juniperus cedrus
Juniperus cedrus är en cypressväxtart som beskrevs av Philip Barker Webb och Sabin Berthelot. Juniperus cedrus ingår i släktet enar, och familjen cypressväxter. Inga underarter finns listade i Catalogue of Life.
Arten förekommer på Kanarieöarna (Spanien) samt på Madeira (Portugal). Den hittas i kulliga områden och i bergstrakter mellan 800 och 2200 meter över havet. Habitatet varierar beroende på utbredning. Juniperus cedrus växer bland annat i stäppliknande landskap med buskar på bergstoppar, i buskskogar och i fuktiga skogar.
På de större Kanarieöarna hittas arten ofta tillsammans med buskarna Cytisus supranubius och Adenocarpus viscosus. Skogarna där arten ingår domineras vanligen av lagerväxter (Lauraceae). På Madeira är typiska andra växter Ilex perado, Laurus novocanariensis, Polystichum falcinellum, Vaccinium padifolium och Sorbus maderensis.
Den vanliga korpen spelar en viktig roll för växtens fröspridning. Fågelns populationsminskning på Kanarieöarna påverkar även Juniperus cedrus. Även ringtrast (Turdus torquatus) deltar i fröspridningen.
Arten är känslig för bränder som den som året 2007 drabbade Teide nationalpark. Introducerade däggdjur som tamgetter, manfår och mufflon äter växtens delar. Den invasiva ärtväxten harris orsakade en del problem på Madeira. IUCN kategoriserar arten globalt som starkt hotad.

## Bildgalleri

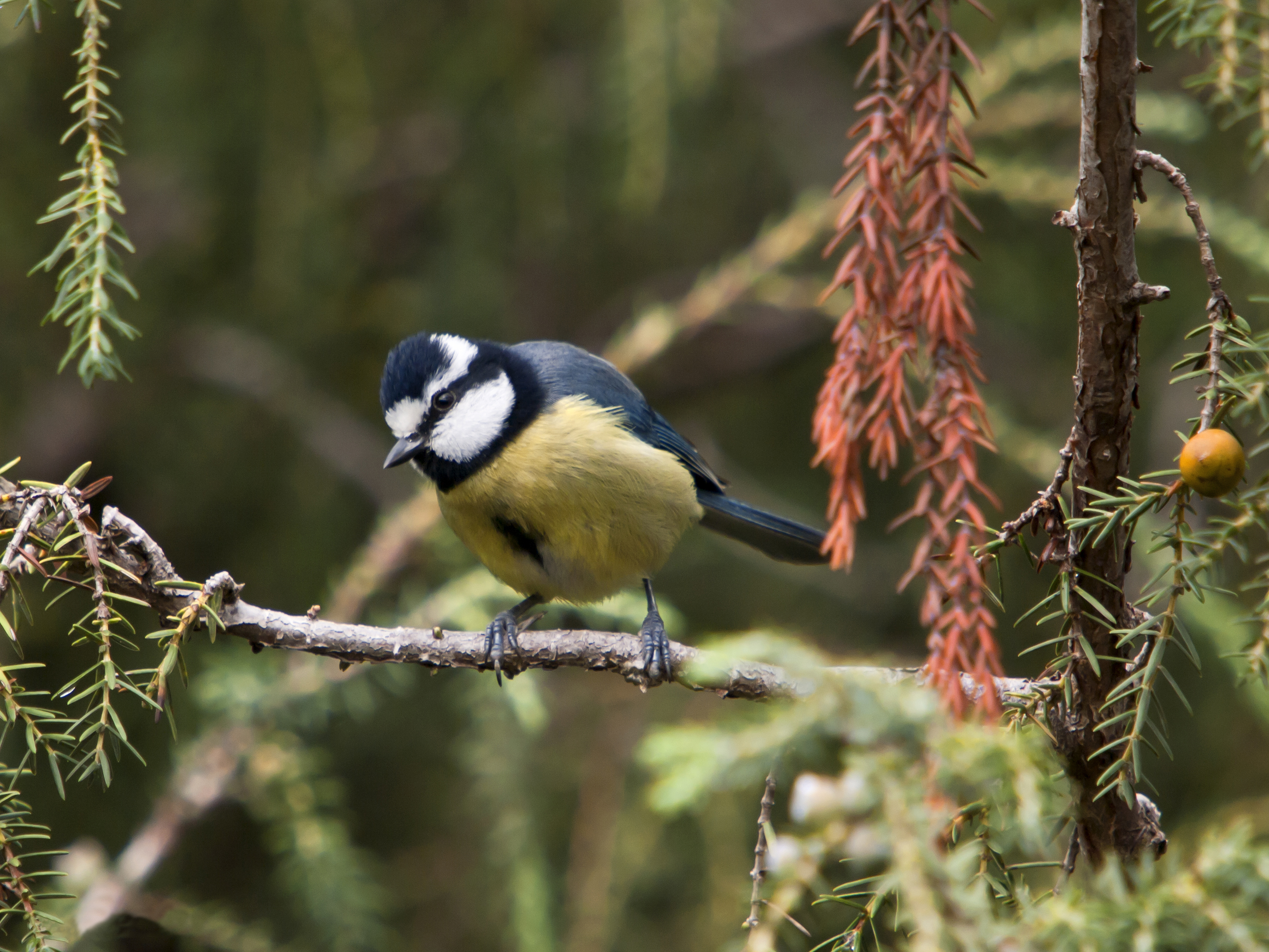
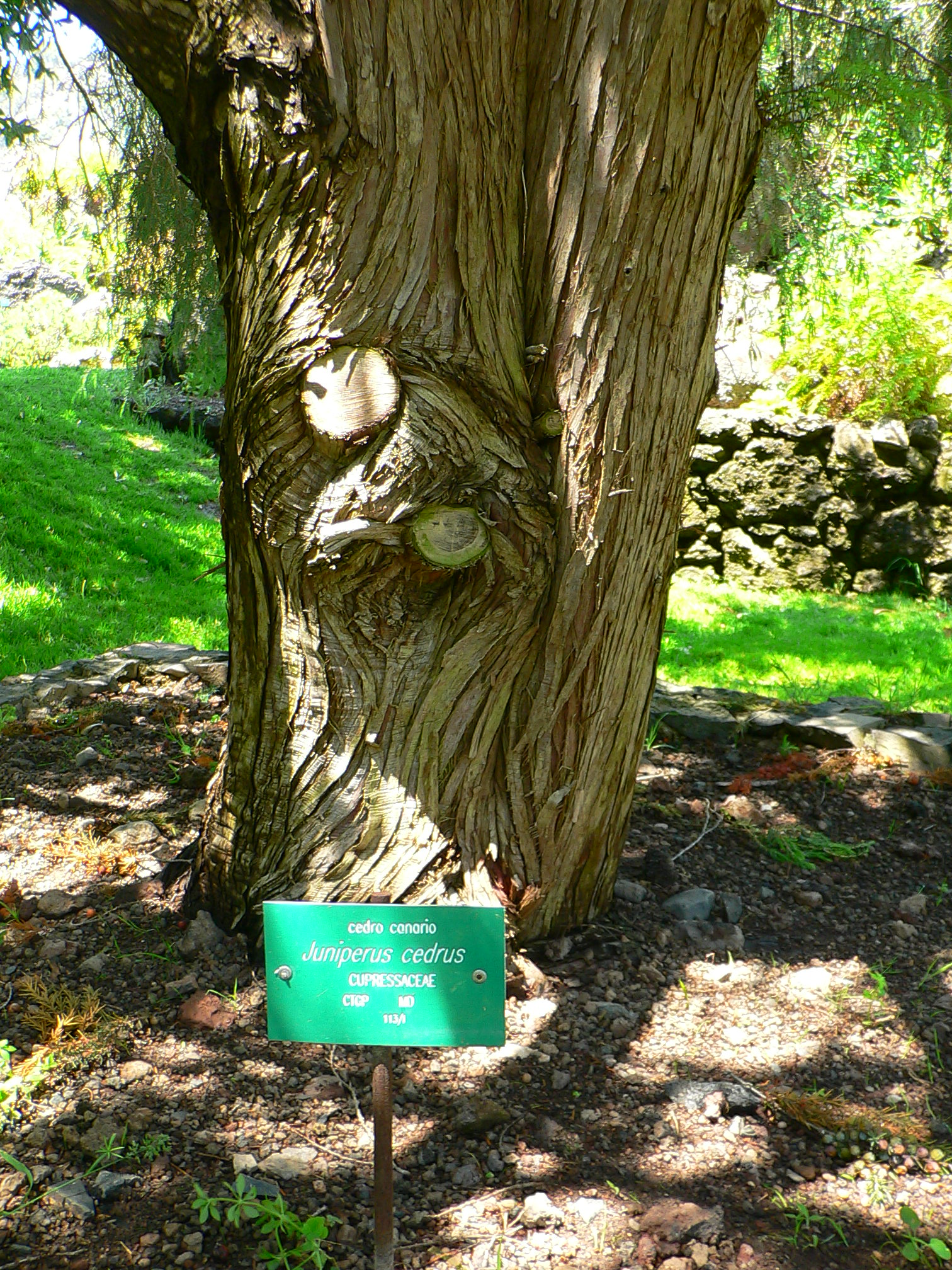
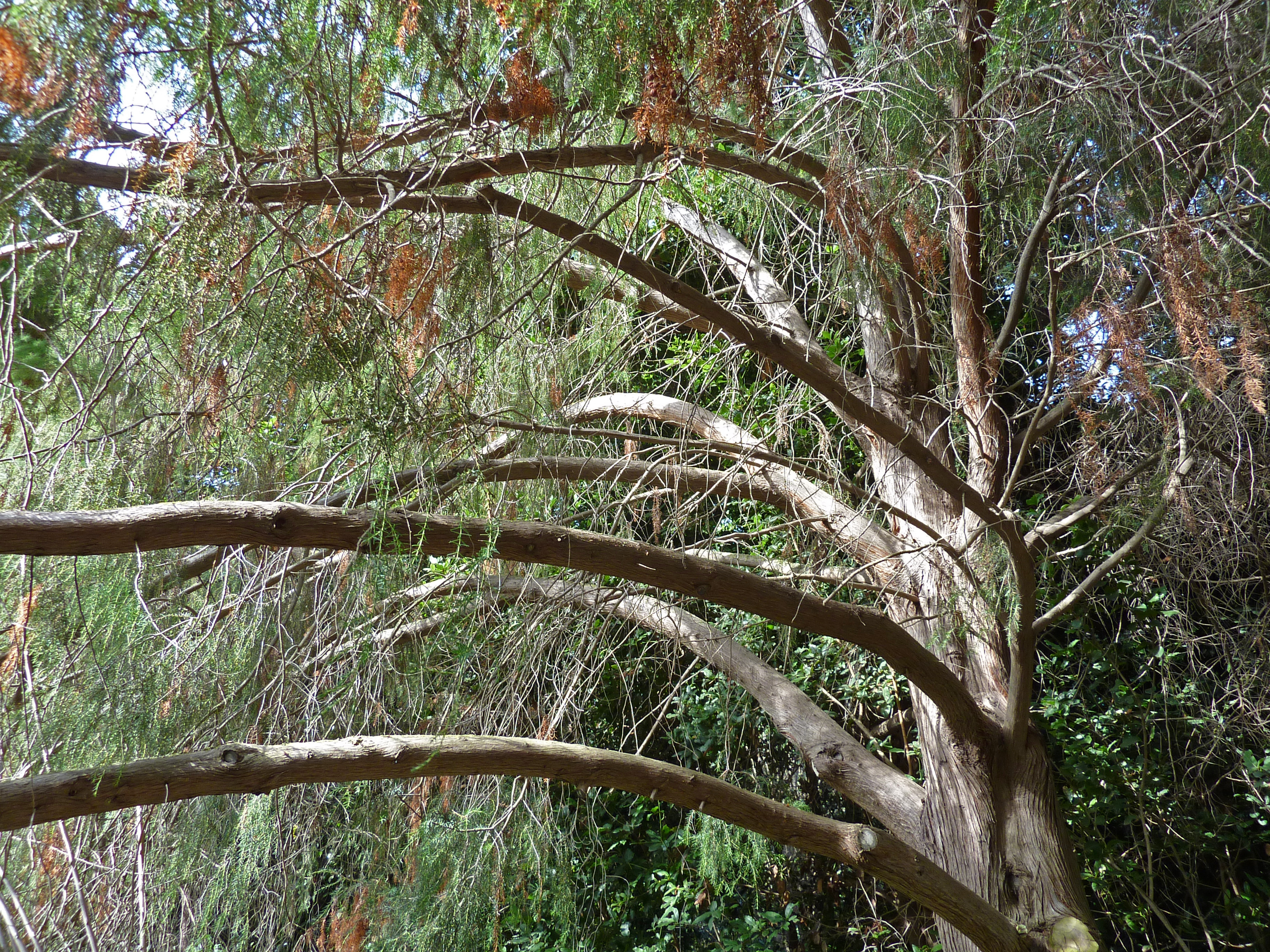
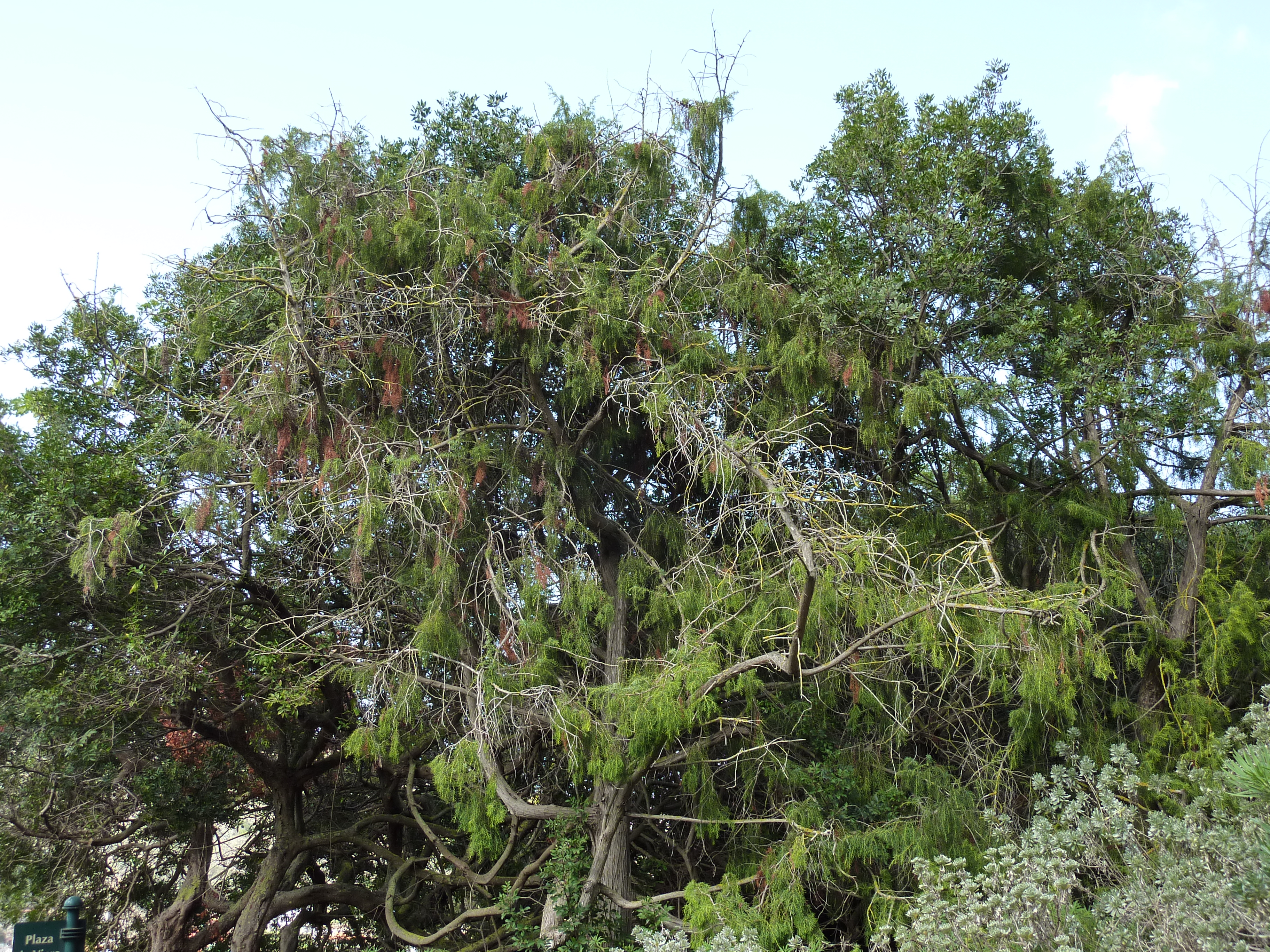
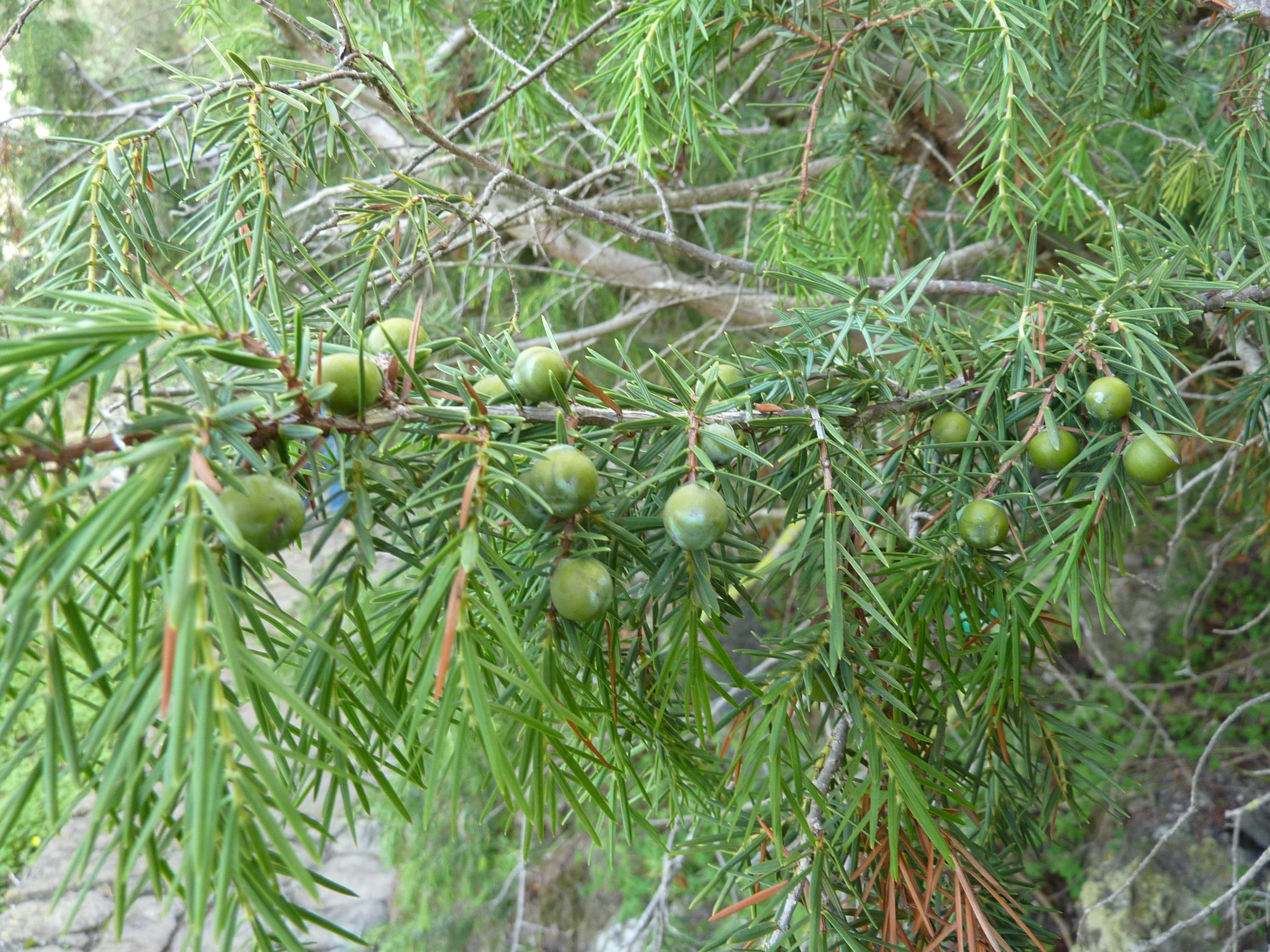
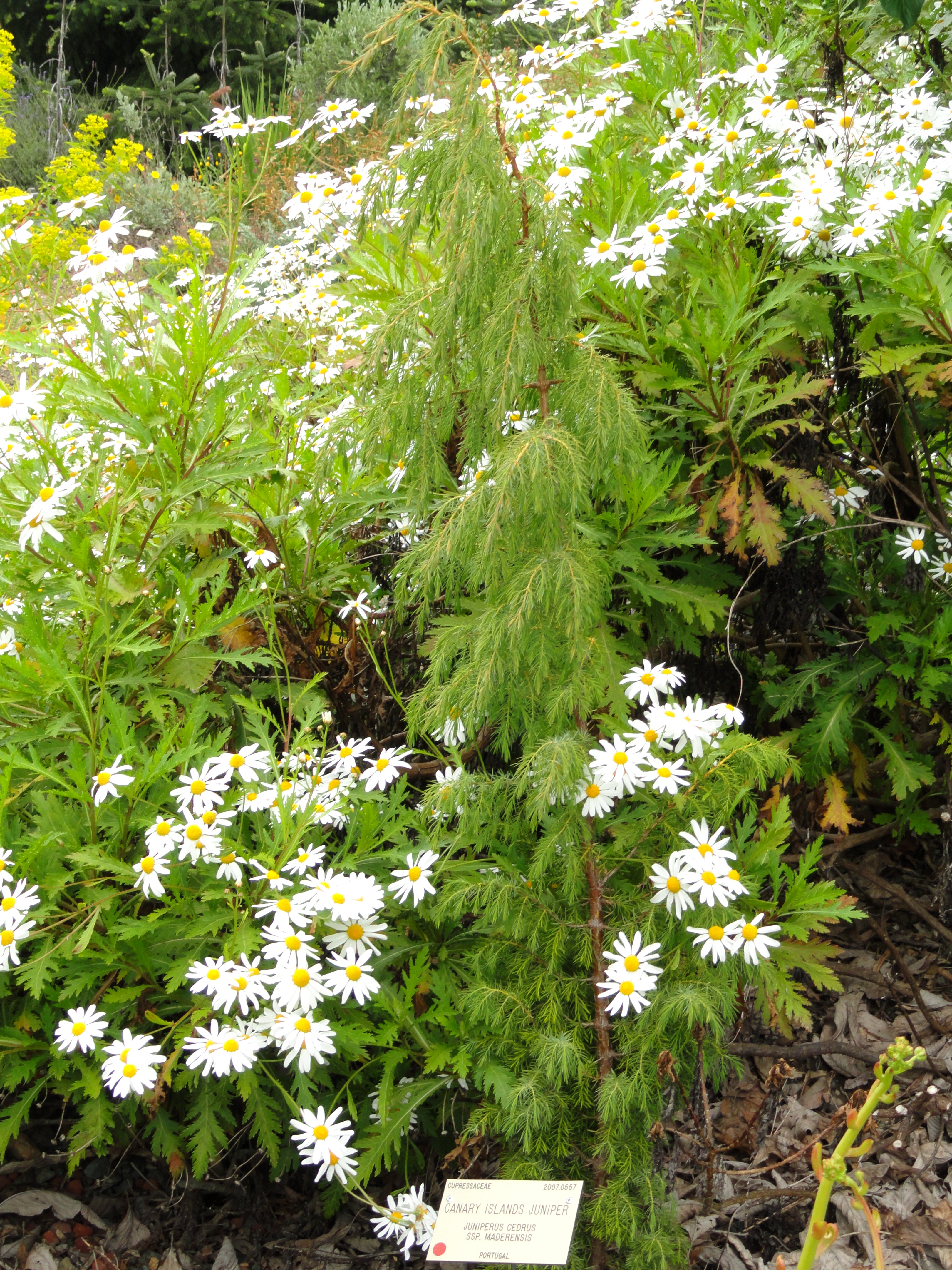